# Andrés Carevic
Andrés José Carevic Ghelfi (ur. 13 grudnia 1978 w Santa Fe) – argentyński piłkarz z obywatelstwem meksykańskim występujący na pozycji defensywnego pomocnika, trener piłkarski, od 2025 roku prowadzi kostarykański Cartaginés.

## Kariera klubowa
Carevic jest wychowankiem akademii juniorskiej zespołu Club Atlético Boca Juniors ze stołecznego Buenos Aires, jednak nie potrafił przebić się do pierwszej drużyny i w wieku dwudziestu lat podpisał umowę z holenderskim AZ Alkmaar. Tam przez dwanaście miesięcy również nie zanotował żadnego oficjalnego spotkania, przez co udał się do Meksyku, gdzie spędził większość swojej kariery, przyjmując tamtejsze obywatelstwo. Jego pierwszym klubem w tym kraju został drugoligowy CD Marte z siedzibą w mieście Cuernavaca, którego barwy reprezentował przez kolejne kilka miesięcy bez większych sukcesów. W styczniu 2002 został piłkarzem Chapulineros de Oaxaca, także z drugiej ligi meksykańskiej, a po upływie pół roku odszedł do występującego na tym samym poziomie rozgrywek Jaguares de Acapulco. W połowie 2003 roku zdołał się przebić do pierwszoligowego Atlante FC z siedzibą w stołecznym mieście Meksyk, gdzie trener Miguel Herrera dał mu zadebiutować w meksykańskiej Primera División; 2 sierpnia w wygranej 4:3 konfrontacji z Tolucą.
Wiosną 2004 Carevic powrócił na drugi szczebel rozgrywek, podpisując kontrakt z drużyną Mérida FC, w której występował przez kolejne półtora roku, nie notując żadnego osiągnięcia. W czerwcu 2005 otrzymał meksykańskie obywatelstwo w wyniku kilkuletniej gry w tym kraju, a zaraz potem powrócił do ojczyzny, gdzie został piłkarzem trzecioligowego General Paz Juniors z miasta Córdoba, a po upływie sześciu miesięcy wyemigrował do Boliwii, gdzie bez sukcesów reprezentował barwy dwóch zespołów – Club Blooming z siedzibą w Santa Cruz i The Strongest z La Paz. W styczniu 2007 przeszedł do ekipy Comisión de Actividades Infantiles z miasta Comodoro Rivadavia, występującego w rozgrywkach drugiej ligi argentyńskiej i grał w nim jako podstawowy zawodnik przez pół roku.
Latem 2007 Carevic po raz kolejny wyjechał do Meksyku, po raz drugi zostając piłkarzem Atlante FC, tym razem mającego już siedzibę w mieście Cancún. W jesiennym sezonie Apertura 2007 zdobył z tą drużyną, prowadzoną wówczas przez szkoleniowca José Guadalupe Cruza, jedyny w karierze tytuł mistrza Meksyku, będąc podstawowym zawodnikiem ekipy. Premierowego gola w najwyższej klasie rozgrywkowej strzelił 9 lutego 2008 w wygranym 2:0 spotkaniu z Morelią, jednak z biegiem czasu tracił miejsce w wyjściowej jedenastce. W sezonie 2008/2009 triumfował z Atlante w najbardziej prestiżowych rozgrywkach kontynentu, Lidze Mistrzów CONCACAF, lecz już w roli rezerwowego. W tym samym roku wziął także udział w Klubowych Mistrzostwach Świata, na których jego klub odpadł w półfinale, zajmując ostatecznie czwarte miejsce. Karierę piłkarską zakończył w wieku 33 lat jako zawodnik drugoligowego Mérida FC, po czym powrócił do Atlante w roli trenera grup młodzieżowych.